# 炎のランナー
『炎のランナー』（ほのおのランナー、原題: Chariots of Fire）は、1981年公開のイギリスのドラマ映画。監督はヒュー・ハドソン。第54回アカデミー賞作品賞受賞作品。当時の時代背景の中で権威主義で排他的なイギリスを描きながらもイギリス的尊厳を彫り込んだ作品になっている。

## 概要
走ることによって栄光を勝ち取り真のイングランド人になろうとするユダヤ人のハロルド・エイブラハムスと、神のために走るスコットランド人牧師エリック・リデル、実在の二人のランナーを描いている。舞台は1919年、エイブラハムスが入学するケンブリッジ大学と、リデルが伝道活動をするスコットランド・エディンバラから、1924年パリオリンピックへと移ってゆく。
おおむね実話に基づいているが、リデルと妹の確執、エイブラハムスと友人モンタギューの関係、エイブラハムスとシビルの出会いなど、いくつかは映画用に脚色されている。ヴァンゲリスが作曲したサウンドトラックの中の『タイトルズ』は、日本でも耳にする機会の多い有名な曲となった。特にテレビでは競走のゴールシーンで多く使用されている。
プロテスタントの中でも厳格な長老派の考え方がよく表現されており、背景として、19世紀イギリスに始まる筋肉的キリスト教（muscular Christianity、映画の字幕では「剛健なキリスト教」）というキリスト教思想がスポーツを推奨したことがある。

## 原題
"Chariots of Fire"というタイトルはウィリアム・ブレイクの『ミルトン』の序詩"And did those feet in ancient time"からとられている。詩では"chariot of fire"と単数形。ブレイクがモチーフとしたのは、旧約聖書『列王記』においてエリヤが炎の戦車（Chariot）に乗って地上を見下ろすシーンである。
以下は詞の抜粋である。
|  | Bring me my bow of burning gold! Bring me my arrows of desire! Bring me my spear! O clouds unfold! Bring me my chariot of fire! |  | わが燃えたぎる黄金の弓をもて 欲望の矢を、槍をもて 雲よ散れ わが炎の戦車をもて |

この詩はチャールズ・ヒューバート・パリーによって1916年に曲をつけられており、英国では愛国歌として歌われている『エルサレム』である。映画のラストで聖歌隊によって歌われている。

## あらすじ

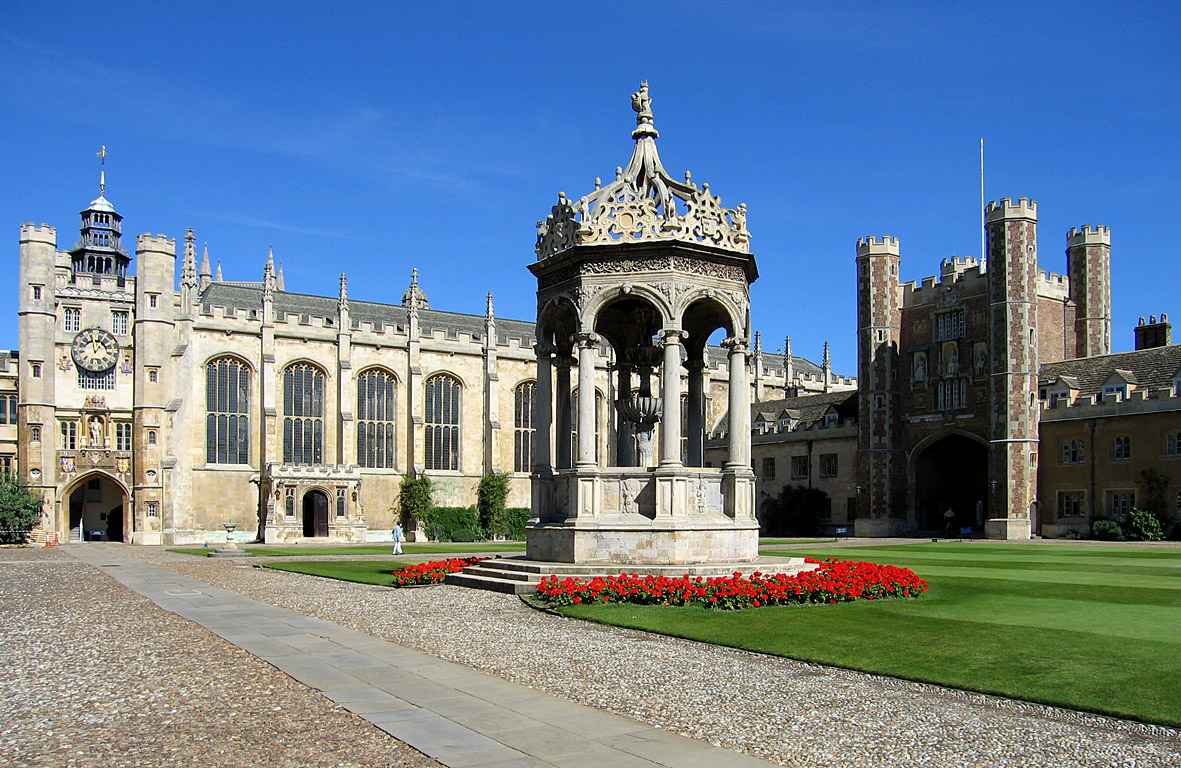
ケンブリッジ大学トリニティ・カレッジ中庭

1978年のロンドン、ハロルド・エイブラハムス追悼の礼拝が始まり、アンドリュー・リンゼイ卿がスピーチを行っていた。物語は、彼らが胸には希望を抱き、踵には翼をつけて、走ることに夢中だった時代へさかのぼる。
1919年、ケンブリッジ大学に入学したハロルド・エイブラハムス。彼はユダヤの血をひいているため、周囲からは潜在的な差別と偏見を受けており、その鬱憤をぶつけるように陸上競技にのめりこむ。障害物のアンドリュー、中距離のオーブリーとヘンリーとともに「ケンブリッジ大学4人組」として華々しい活躍をしていた。
スコットランドには、牧師の家に生まれたエリック・リデルがいた。彼にとって、自らの才能によって競技会で勝利することは神の恩寵を示すものであり、つまり走ることは信仰と同義だったが、妹のジェニーは彼が陸上に熱中することを好ましく思っていない。しかし、父や兄は彼が競技を続けることを奨励し、スコットランド代表として大会出場する際には彼の伝道スピーチが併せて行われ、多くの人々が聞き入った。
1923年、ハロルドは競技会でエリックに敗北し、激しいショックを受ける。そこへサム・ムサビーニが現れ、ハロルドは彼から本格的な指導を受ける。一方エリックはジェニーに、中国へ布教に赴く決意と、その前にオリンピックに出場するという決意を伝えた。
ハロルドはケンブリッジ大学のトリニティとキース双方の寮長から呼び出され、非英国系かつプロコーチのムサビーニを雇っていることはアマチュアリズムに反し、大学にもふさわしくないと批判を受ける。二人に反論して退出したハロルドは、友人たちから、100mと200mのパリ五輪代表に選出されたこと、エリックも代表であることを告げられる。
ドーヴァーからパリへの出航の日、エリックは、記者から予選の日が日曜日（＝安息日）であることについて質問を受け、初めてその事態について知る。敬虔なキリスト教徒である彼は、選手団長のバーケンヘッド卿に相談し、日程変更を掛け合ってもらうことになった。しかし、事態は好転しないまま、パリへ到着する。英国チーム最大のライバルは、近代的なトレーニングを積み、士気も高い米国チームであり、C・パドック、フィッチ、ショルツといった強豪選手が名を連ねていた。
5月4日、パリ五輪が開会した。期間中に開かれた親善パーティの席上、エリックはデイヴィッド王太子、サザーランド公、カドガン卿ら、英国オリンピック委員会の要人に引き合わされる。結局、対仏交渉は不調に終わっており、エリックは祖国と国王への忠誠のため出場するよう説得されるが、神への信仰はそれに勝るとして拒否する。そこへ貴族であるアンドリューが入室し、アンドリューが400mの代表枠を譲るので、エリックは出場種目を変更してはどうかと提案する。全員が賛成し、エリックは100mを棄権した。
200mに出場したハロルドは、パドックに敗北し、ムサビーニから叱咤される。100m出場を目前に、ハロルドは不安な心情をオーブリーに吐露する。直接、競技場へ行かないムサビーニは、ハロルドへの手紙にお守りを同封した。王太子の激励、アメリカの応援団、レースへの緊張が高まっていく。ハロルドは100mで優勝した。ムサビーニも、英国国歌吹奏とともに最も高い所に掲げられたユニオンジャックをホテルから見、ハロルドの優勝を知る。英国本国の人々も、彼の優勝を知り喜ぶが、ハロルドの心は晴れない。ムサビーニはそんなハロルドに深夜まで付き合って慰労するとともに、恋人と新生活へ歩むよう勧めた。
400mに出場するエリックを、アメリカ選手は警戒する。ショルツは旧約聖書の一節を記したメモをエリックに渡した。エリックはそれを握りしめてレースに臨む。要人や英国チームの選手達、そして妹のジェニーが見守る中、彼は優勝した。英国へ戻った彼らは、大歓声で迎えられるヒーローだった。エリックやアンドリューが迎えられ、静けさの戻った駅に、一人降り立ったハロルドは、愛するシビルと再会し、二人で肩を寄せあい歩み始めるのだった。
再び1978年、『エルサレム』の合唱で、追悼礼拝は終わり、アンドリューとオーブリーは「彼は勝った」と、ハロルドを思い出すのだった。

## キャスト
| 役名                     | 俳優                       | 日本語吹替 | 日本語吹替  | 日本語吹替  |
| 役名                     | 俳優                       | TBS版      | 機内上映版1 | 機内上映版2 |
| ------------------------ | -------------------------- | ---------- | ----------- | ----------- |
| ハロルド・エイブラハムス | ベン・クロス               | 野島昭生   | 津嘉山正種  |             |
| エリック・リデル         | イアン・チャールソン       | 田中秀幸   | 井上真樹夫  | 古川登志夫  |
| サム・ムサビーニ         | イアン・ホルム             | 千葉耕市   | 宮内幸平    |             |
| アンドリュー・リンゼイ卿 | ナイジェル・ヘイヴァース   | 塩沢兼人   |             |             |
| オーブリー・モンタギュー | ニック・ファレル           | 神谷和夫   |             |             |
| ジェニー・リデル         | シェリル・キャンベル       | 高島雅羅   |             |             |
| シビル・ゴードン         | アリス・クリーグ           | 有馬瑞香   |             |             |
| ヘンリー・スタラード     | ダニエル・ジェロル         | 江原正士   |             |             |
| サンディ・マクグラス     | ストルアン・ロジャー       | 千田光男   |             |             |
| ジャクソン・ショルツ     | ブラッド・デイヴィス       |            |             |             |
| チャールズ・パドック     | デニス・クリストファー     |            |             |             |
| 皇太子                   | デイビッド・イェランド     | 鈴置洋孝   |             |             |
| バーケンヘッド卿         | ナイジェル・ダヴェンポート | 大宮悌二   |             |             |
| カドガン卿               | パトリック・マギー         | 石井敏郎   |             |             |
| ケンブリッジ大学門衛主任 | リチャード・グリフィス     | 千葉耕市   |             |             |
| トリニティの学長         | ジョン・ギールグッド       | 上田敏也   |             |             |
| キースの学長             | リンゼイ・アンダーソン     | 石井敏郎   |             |             |

- TBS版：初回放送1985年11月18日21:02-23:24『月曜ロードショー』※DVD・BD収録 
  - その他声の出演：吉水慶、稲葉実、安田隆、菅原淳一、喜多川拓郎、後藤真寿美
  - プロデューサー：上田正人、演出：田島荘三、翻訳：額田やえ子、調整：高久孝雄、解説：荻昌弘、制作：コスモプロモーション・TBS

※イアンの妹であるはずのジェニーが姉と誤訳されており、DVDに収録された際はそれに関する台詞が全てカット、原語音声に切り替わるが（約113分）、BDでは復活。だがそれでもノーカットにはならない（約116分）
- 機内上映版1
  - その他声の出演：富山敬、古川登志夫、郷里大輔、若本規夫、渡部猛、玄田哲章 他

## 評価
1999年に英国映画協会が選出したTop 100 British filmsにおいて、19位に、そして2006年にアメリカン・フィルム・インスティテュートが選出した『感動の映画ベスト100』で100位にそれぞれランクインしている。

### 受賞・ノミネート
| 映画祭・賞       | 部門           | 候補                     | 結果       |
| ---------------- | -------------- | ------------------------ | ---------- |
| アカデミー賞     | 作品賞         | 『炎のランナー』         | 受賞       |
| アカデミー賞     | 助演男優賞     | イアン・ホルム           | ノミネート |
| アカデミー賞     | 監督賞         | ヒュー・ハドソン         | ノミネート |
| アカデミー賞     | 編集賞         | テリー・ローリングス     | ノミネート |
| アカデミー賞     | 衣裳デザイン賞 | ミレーナ・カノネロ       | 受賞       |
| アカデミー賞     | 脚本賞         | コリン・ウェランド       | 受賞       |
| アカデミー賞     | 作曲賞         | ヴァンゲリス             | 受賞       |
| 英国アカデミー賞 | 作品賞         | 『炎のランナー』         | 受賞       |
| 英国アカデミー賞 | 助演男優賞     | イアン・ホルム           | 受賞       |
| 英国アカデミー賞 | 助演男優賞     | ナイジェル・ヘイヴァース | ノミネート |
| 英国アカデミー賞 | 監督賞         | ヒュー・ハドソン         | ノミネート |
| 英国アカデミー賞 | 脚本賞         | コリン・ウェランド       | ノミネート |
| 英国アカデミー賞 | 作曲賞         | ヴァンゲリス             | ノミネート |
| 英国アカデミー賞 | 撮影賞         | デヴィッド・ワトキン     | ノミネート |
| 英国アカデミー賞 | 衣裳デザイン賞 | ミレーナ・カノネロ       | 受賞       |

## その他
- 本作で技術指導を務めたトム・マクナブは、後に小説『遙かなるセントラルパーク（英語版）』を発表し、ベストセラーとなった。長距離マラソン大会に出場する人物たちの群像劇である。
- 本作のプロデューサーは、ダイアナ妃と共に自動車事故で死亡したハロッズオーナーの息子ドディ・アルファイドである。
- 実話を基にしているが、脚色された部分も多い。リデルがパリに到着後、予選日がキリスト教の安息日である日曜だったことから出場を拒否し、本来400mに出場する予定だった選手の「自分はすでに110mハードルで銀メダルを獲得しているので、その枠を譲る」との申し出を受けて急遽交代出場した、とのエピソードは脚色である。実際は100mの予選日は数ヶ月前から分っていて、リデルは短期間ながら400mのトレーニングに励んでいた。またパリ五輪で110mハードルでイギリス人選手がメダルを獲得した事実もない[6][7]。
- 史実では、リデルは男子200mにも出場しており、銅メダルを獲得している[7]。ハロルドも出場していたが、6位に終わっている。男子4×100mリレーでは、ハロルドは銀メダルを獲得している[7]。

## 2012年ロンドン・オリンピック
- 2012年ロンドン・オリンピック開催を記念し、本作が舞台劇としてリメイクされた。
- 開会式ではセント・アンドリュースのウエストサンド沿いをランナーたちが走る有名なシーンが上映され、サイモン・ラトル指揮ロンドン交響楽団によってテーマ曲が演奏された。また、ロンドン交響楽団の一員として紛れ込んでいたMr.ビーン（ローワン・アトキンソン）が、スクリーンに映る映像にも登場してハプニングを引き起こすというコミカルな演出がなされた[8]。
- 表彰式においてテーマ曲が流された。